# Danny Makkelie
Danny Makkelie, né le 28 janvier 1983 à Willemstad, est un arbitre de football néerlandais. Il est arbitre international FIFA depuis 2011. Il devient arbitre professionnel en 2009 et arbitre du championnat néerlandais à partir de 2009. Il est nommé arbitre vidéo lors de la Coupe du monde féminine 2019 et se voit choisi par l'UEFA comme arbitre de l'Euro 2020. Il est également l'arbitre de la finale de la Ligue Europa 2019-2020 et est nommé pour le match d'ouverture de l'Euro 2020.